# Maison Renaissance de Champcerie
La maison Renaissance de Champcerie est un édifice situé à Champcerie, en France.

## Localisation
Le monument est situé dans le département français de l'Orne, dans le bourg de Champcerie.

## Architecture
La maison est inscrite au titre des monuments historiques depuis le 4 mai 1990.